# La Romántica Banda Local
La Romántica Banda Local fue un grupo musical madrileño de finales de los años setenta, liderado por Fernando Luna, su creador y compositor principal. Su estilo es absolutamente ecléctico e inclasificable. A pesar de ser un grupo de élite, produjo canciones populares dedicadas al Madrid de finales de los setenta como El bus, Cruzando Atocha y Dos años dos, o himnos ambiguos como No me gusta el rock o Los borrachos somos gente inquebrantable que más tarde influirían en grupos asociados con la movida madrileña como Golpes Bajos, Glutamato Ye-Yé, Gabinete Caligari (Al calor del amor en un bar) o Siniestro Total (autores de una versión "caníbal" del tema No me gusta el rock en su álbum Cultura Popular (1997).

## Historia
La Romántica fue el tercer proyecto musical creado por Fernando Luna. Antes, en 1971, con Jorge Mariano, Bernardo Souvirón y Carlos Faraco, dieron vida al grupo de canción social Cuatrío, que a través del grupo de teatro independiente Tábano, llegó a realizar una gira de tres meses por núcleos de la emigración española en Francia, Suiza, Alemania, Holanda y Bélgica. Tras su disolución al regreso de esa larga gira (en tren, autostop y un viejo Volkswagen "escarabajo" prestado), Luna montó con Faraco, Gloria de Benito y Francisco "el Bola", un grupo de canción infantil, actuando en colegios madrileños con la empresa SOAP (en cuyo estudio de sonido se comenzó a gestar la Romántica).
En 1977, tras dos años de gestación, nace la primera Romántica Banda Local, con seis componentes: Fernando Luna, Carlos Faraco, Enrique Valiño, Jorge Mariano, Santiago Herrero, y Nano Domínguez, bajista procedente de Tílburi. Solo los tres primeros, Luna, Faraco y Valiño, sobrevivirán hasta el final al constante juego de relevos musicales.

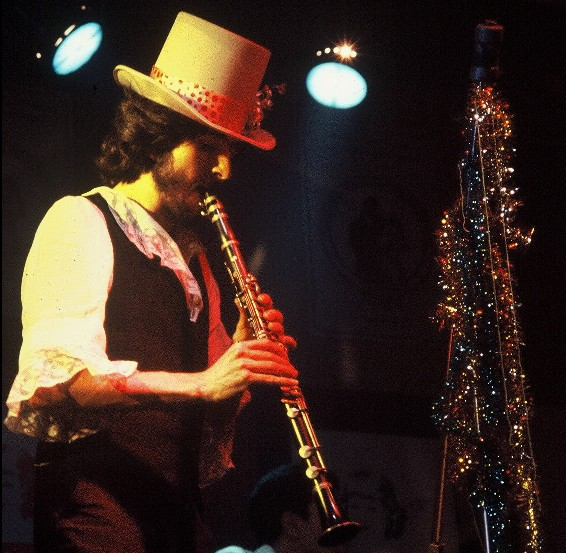
Fernando Luna, de La Romántica Banda Local, durante un concierto en Madrid.

En 1978, tras un largo periplo por los Colegios Mayores de la Universidad Complutense de Madrid, hicieron sus primeras actuaciones en Televisión Española: en el Popgrama presentado por Carlos Tena y, más tarde, en el Fantástico de José María Íñigo. En esa época trabajaban con el colectivo cultural libertario La Cochu, del barrio de Chueca de Madrid, y habían entrado en la Compañía Fonográfica Española, con el ex-Aguaviva José Manuel Yanes como productor.
Tras publicar dos discos de larga duración (y dejar un tercero inédito), varios sencillos y un ep para la banda de la película de Javier Maqua ¡Tú estás loco, Briones!, La Romántica se disolvió lentamente a lo largo de 1981. Sus dos últimas actuaciones se hicieron en el salón de actos de la galería de presos comunes del antiguo Penal de Carabanchel; y en una residencia de ancianos de la Comunidad de Madrid.
Sus dos temas más conocidos fueron No me gusta el rock y El bus, ambos de su primer disco.

... Los seguidores del rock más delicado e irónico tienen a La Romántica Banda Local en el pedestal reservado a los revolucionarios que supieron sacudir las anquilosadas conciencias musicales y convertirse en azote de falsos intelectuales y progres de ocasión.
Julián Molero.

## Discografía
- 1978 - La Romántica Banda Local
 LP. Ilustraciones de César Bobis para la portada desplegable y el interior.[6] El diseño, una recreación de la calle de la Palma en una estética pre-Blade Runner, fue premiado en la Bienal de diseño discográfico de Róterdam en 1979.[7]

- 1978 - No me gusta el rock / Si estuvieras aquí
 sencillo

- 1979 - El bus / Querida libertad
 sencillo

- 1980 - Membrillo
 LP. Ilustraciones de César Bobis para la portada desplegable y el interior. Estética Zurbarán ("místicismo gastronómico de la España profunda").[8]

- 1980 - Los borrachos somos gente inquebrantable / Nana
 sencillo

- 1980 - Merlín / El niño completo
 sencillo

- 1980 - Historias de papá y mamá (BSO de la película Tú Estás Loco Briones)
 ep-5 temas

- 2009 - Todas sus grabaciones (1978-1980)
 CD-doble.[9]

## Véase también

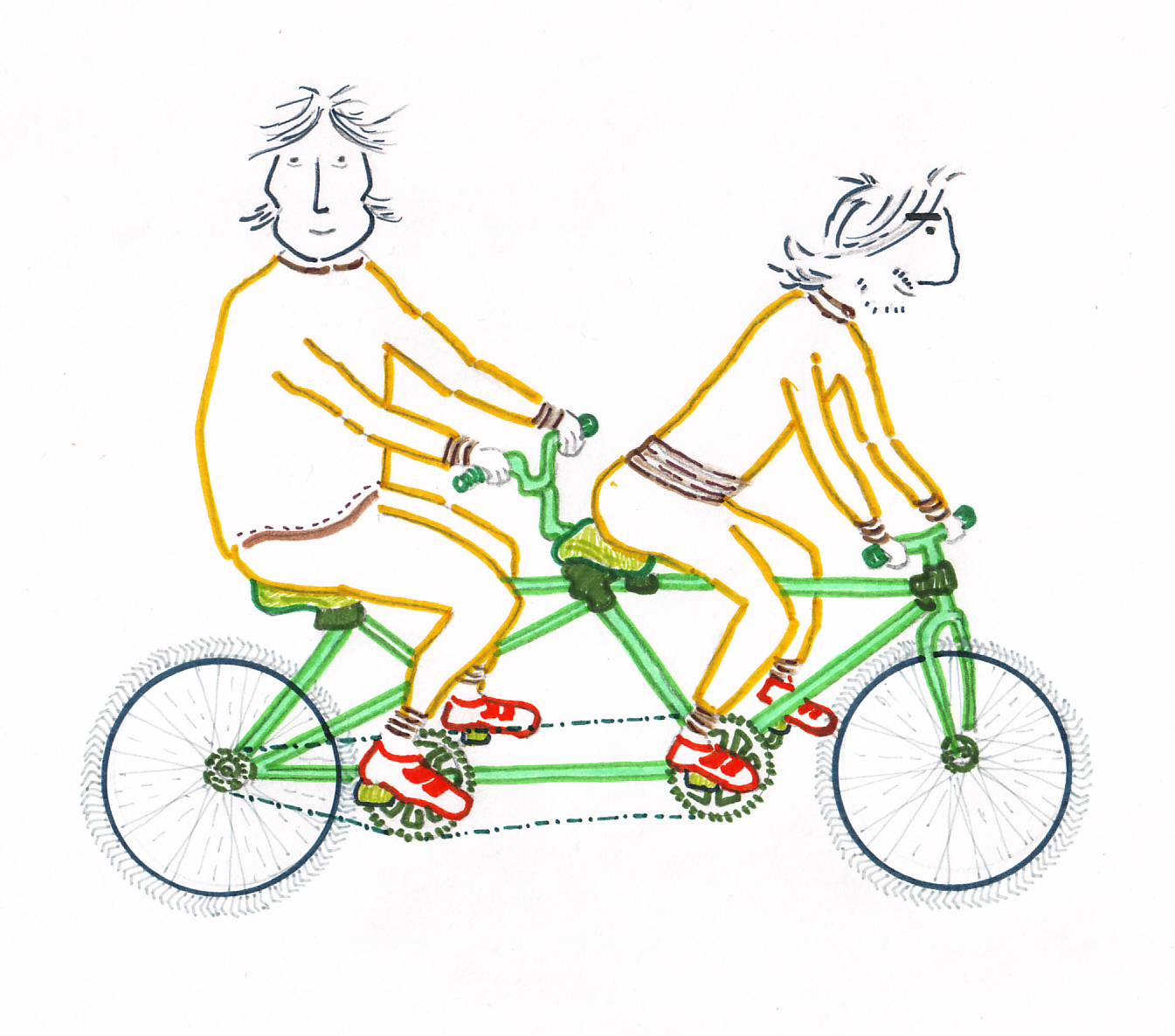
Luna y Faraco en tándem (ca. 1985)